# Антипов, Пётр Васильевич

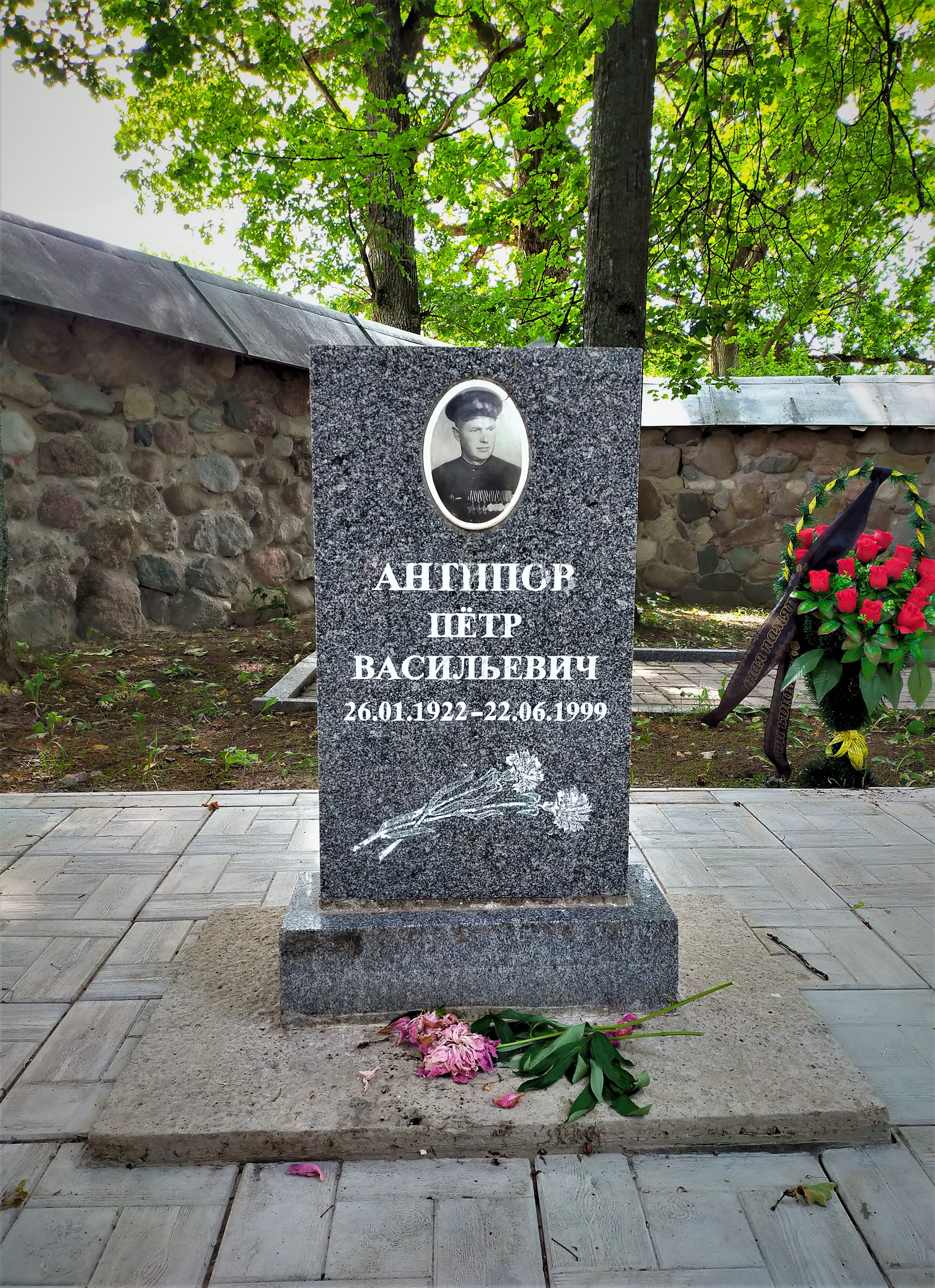
Могила П. В. Антипова у стен Святогорского монастыря

Пётр Васи́льевич Анти́пов (26 января 1922, дер. Гилево, Псковская губерния — 20 июня 1999, Пушкинские Горы) — командир отделения 99-го отдельного моторизированного понтонно-мостового батальона, старший сержант — на момент представления к награждению орденом Славы 1-й степени.

## Биография
Родился 26 января 1922 года в деревне Гилево. Окончил 9 классов. Работал счетоводом в потребкооперации.
В апреле 1941 года был призван в Красную Армию и направлен в бронетанковое училище. Курсантом встретил начало Великой Отечественной войны, учёбу не закончил. С началом войны отступал с войсками до Москвы, в августе был ранен. После госпиталя окончил краткосрочные курсы минеров-подрывников. В составе диверсионных групп неоднократно уходил в тыл противника, взрывал мосты, дзоты, другие военные объекты.
После очередного ранения и излечения в госпитале был зачислен в 652-й отдельный саперный батальон 381-й стрелковой дивизии. Воевал на Карельском и Ленинградском фронтах, вместе со своими боевыми товарищами минировал мосты, дороги. Он установил в начальный период войны свыше пяти тысяч мин. К лету 1944 года старший сержант Антипов командовал отделением саперов.
В наступлении старший сержант П. В. Антипов со своими однополчанами расчищал дорогу нашим войскам. Однажды во время разминирования проходов к переднему краю обороны противника на группу саперов, в которой находился и П. В. Антипов, напали вражеские солдаты. В короткой схватке он лично уничтожил трех фашистов. За это он был награждён орденом Красной Звезды.
4 июля 1944 года в районе севернее деревни Мяки, в 40 километрах восточнее города Выборг старший сержант Антипов проделал проходы в минных полях. На танкоопасном направлении установил несколько мин, на которых во время танковой атаки подорвались две вражеские машины. Рискуя жизнью, спас в бою командира батальона.
Приказом от 12 июля 1944 года старший сержант Антипов Пётр Васильевич награждён орденом Славы 3-й степени.
Осенью 1944 года старший сержант Антипов воевал уже в другой части и подругой специальности — командиром отделения 99-го отдельного моторизированного понтонно-мостового батальона 21-й моторизированной инженерной бригады.
В ноябре 1944 года он умело руководил отделением при строительстве моста через реку Дзельда у населенного пункта Лиэдзелла. Едва успели закончить работу, как вражеским артиллерийским огнём был разбит один пролёт моста. Раненый П. В. Антипов первым бросился исправлять повреждение. Мост был восстановлен и по нему прошли наши части.
Приказом от 31 марта 1945 года старший сержант Антипов Пётр Васильевич награждён орденом Славы 2-й степени.
20 апреля 1945 года при строительстве моста через реку Пассарге южнее города Браунсберг, находился по пояс в студеной воде. Когда мост был разбит прямым попаданием снаряда, раненый, продолжал работу по восстановлению моста. 30 апреля находясь в разведке, добыл ценные сведения о противнике и доставил их в часть.
Указом Президиума Верховного Совета СССР от 29 июня 1945 года за образцовое выполнение заданий командования в боях с захватчиками старший сержант Антипов Пётр Васильевич награждён орденом Славы 1-й степени. Стал полным кавалером ордена Славы.
За годы войны снял более 3 тысяч мин. Был пять раз ранен, получил две контузии. В сентябре 1945 года демобилизован.
Вернулся на родину. Жил в посёлке Пушкинские Горы. Работал плотником в ремстройконторе, в Пушкинском заповеднике. Принимал активное участие в патриотическом воспитании молодежи.
Умер 20 июня 1999 года. Похоронен в поселке Пушкинские Горы, у стен Святогорского монастыря.
Награждён орденами Отечественной войны I степени, Красной Звезды, Славы трёх степеней, медалями.